# تاتسوتا-آغيه
تاتسوتا-آغيه (باليابانية: 竜田揚げ) هو طبق ياباني من المقليات. ويصنع طبق تاتسوتا-آغيه باستخدام الدجاج وسمك الإسقمري.

## أصل التسمية
هناك عدة أصول محتملة لتسمية هذا الطبق باسم «تاتسوتا-آغيه». ولكن الأكثر شهرة هو أن طبق تاتسوتا-آغيه سمي بهذا الاسم نسبة إلى نهر تاتسوتا في محافظة نارا غربي اليابان. ويشتهر نهر تاتسوتا منذ العصور القديمة بأشجار القيقب التي تكتسي باللون القرمزي الجميل في فصل الخريف وقد ورد ذكرها في قصائد الشعر الكلاسيكي منذ ما يزيد عن الألف سنة. ويقال إن أوراق القيقب القرمزية التي تتساقط وتنساب على نهر تاتسوتا تشبه الغطاء المقرمش لتاتسوتا-آغيه الذي يتحول لونه إلى البني المائل للأحمر بفعل صلصة الصويا مع أجزاء كأنها مرشوشة بمسحوق أبيض بفعل نشاء البطاطس.

## المكونات
- الدجاج أو سمك الإسقمري
- الزنجبيل
- صلصة الصويا
- نشاء البطاطس (يمكنكم استبدال نشاء البطاطس بنشاء الذرة إن لم يكن متوفرا)
- الزيت
- ليمونة واحدة
- القليل من أوراق الخضراوات الورقية الخضراء

## طريقة الطهي

### دجاج تاتسوتا-آغيه
- ابشروا الزنجبيل في صينية للطهي وأضيفوا إليه صلصة الصويا لتحضير صلصة النقع.
- قطعوا الدجاج إلى قطع حجمها ثلاثة سنتيمترات وانقعوها في صلصة الصويا والزنجبيل لنحو 15 دقيقة. رشوها بعد ذلك بنشاء البطاطس.
- ضعوا قطع الدجاج في زيت درجة حرارته 160 درجة واحدة تلو الأخرى. اقلبوها بعد مرور دقيقتين ثم واصلوا القلي لمدة تتراوح ما بين دقيقة ودقيقتين إضافيتين. أخرجوا قطع الدجاج من المقلاة عندما تطفو إلى السطح.
- وفي الأخير قدموها مع قطع من الليمون وأوراق الخضراوات الورقية الخضراء.

### سمك الإسقمري تاتسوتا-آغيه
- اخلطوا الزنجبيل المبشور مع صلصة الصويا داخل صينية للطهي لصنع صلصة النقع.
- تخلصوا من قشر سمك الإسقمري ثم أزيلوا الرأس والأحشاء واغسلوا تجويف البطن جيدا. جففوا السمك من الماء وافصلوا شرائح اللحم عن العمود الشوكي باستخدام السكين وتخلصوا من باقي العظام الرئيسية المتبقية في الشرائح باستخدام السكين أيضا.
- قطعوا شرائح السمك من زاوية مائلة إلى قطع عرضها سنتيمترين.
- انقعوا سمك الإسقمري في الصلصة لمدة 15 دقيقة تقريبا. بعد مرور 15 دقيقة رشوا عليها نشاء البطاطس.
- ضعوا قطع سمك الماكريل في زيت درجة حرارته 160 درجة. بعد مرور دقيقة واحدة اقلبوا القطع واقلوها لدقيقة إضافية قبل إخراجها من الزيت.
- وفي الأخير قدموها مع قطع من الليمون وأوراق الخضراوات الورقية الخضراء.